# Naran Bulak-formatie
De Naran Bulak-formatie is een geologische formatie in Mongolië die afzettingen uit het Paleoceen en Eoceen omvat.

## Locatie
De Naran Bulak-formatie bevindt zich in het Nemegt-bekken in Mongolië.

## Ouderdom
Het Zhigden-lid en het Naran-lid van de Naran Bulak-formatie dateren uit het Laat-Paleoceen. Bumban-lid dateert uit het Vroeg-Eoceen en het is de typelocatie van de Asian Land Mammal Age Bumbanian, 55,8 tot 49 miljoen jaar geleden. 

## Fossiele vondsten
Het fossielenbestand van het Zhigden-lid bestaat uit diverse insectivore zoogdieren zoals de schubdierachtige Ernanodon en spitsmuizen, primitieve verwanten van de knaagdieren en haasachtigen en het carnivore hoefdier Hapalodectes. In het Naran-lid zijn fossielen gevonden van salamanders, schildpadden, multituberculaten, herbivore zoogdieren zoals Archaeolambda, Prodinoceras en soorten uit de Anagalida en Arctostylopida en de carnivore hoefdieren Dissacus en Pachyaena. Het fossielenbestand van het Bumban-lid omvat de eerste primaten, evenhoevigen en onevenhoevigen zoals Hyracotherium en de tapirachtige Homogalax en verder de hyaenodont Arfia, Dissacus, de kleine herbivoor Hyopsodus, insectivoren, knaagdierachtigen, de eendachtige Presbyornis en schildpadden. 